# Osmar Miguelucci
Osmar Abel Miguelucci, il cui nome viene anche riportato come Omar (15 novembre 1941), è un ex calciatore argentino, di ruolo portiere.

## Carriera

### Club
Miguelucci iniziò a giocare nel San Lorenzo, con cui nel 1959 vinse la Primera División. Nel 1961 passa all'Argentinos Juniors con cui giocherà sino al 1966 ed ottenendo come miglior piazzamento l'ottavo posto nella Primera División 1966.
Nel 1967 passa agli uruguaiani del Cerro. Con gli albiceleste partecipa nelle vesti del New York Skyliners all'unica edizione del campionato nordamericano dell'United Soccer Association, lega che poteva fregiarsi del titolo di campionato di Prima Divisione su riconoscimento della FIFA, nel 1967: quell'edizione della Lega fu disputata utilizzando squadre europee e sudamericane in rappresentanza di quelle della USA, che non avevano avuto tempo di riorganizzarsi dopo la scissione che aveva dato vita al campionato concorrente della National Professional Soccer League. Con i Skyliners non superò le qualificazioni per i play-off, chiudendo la stagione al quinto posto della Eastern Division.
Nel 1968 torna in patria per giocare nel Colón, con cui gioca altri tre campionati nella massima serie argentina.
Nel 1970 si trasferisce in Colombia per giocare nel Junior Barranquilla, con cui ottenne il secondo posto del girone finale del Campeonato Profesional 1970.
L'anno seguente torna in patria per giocare con l'Almirante Brown ed il San Martín di Tucumán.
Nel 1973 passa ai peruviani dello Sport Boys con cui ottenne il tredicesimo posto del Torneo Descentralizado 1973.
Terminata l'esperienza peruviana si trasferisce ai cileni del Deportes Concepción e successivamente torna in Colombia per giocare con il Deportivo Cali e l'Atlético Bucaramanga.
Nel 1976 torna in patria per giocare con il Quilmes, con cui raggiunse i quarti di finale del Campionato Nacional della Primera División.
L'anno seguente passa al Platense, sempre in massima serie, ove chiude la carriera agonistica.

### Nazionale
Nel 1963 partecipa con la selezione argentina al torneo calcistico dei IV Giochi panamericani, ottenendo il secondo posto finale.